# Бродерік Дайк
Бродерік Дайк (англ. Broderick Dyke; нар. 31 грудня 1960) — колишній австралійський тенісист.
Найвищу одиночну позицію світового рейтингу — 35 місце досяг 24 березня 1986, парну — 23 місце — 26 березня 1984 року.
Здобув 8 парних титулів.
Найвищим досягненням на турнірах Великого шолома був півфінал в парному розряді.

## Фінали за кар'єру

### Парний розряд (8–14)
| Результат | W/L  | Дата | Турнір                    | Покриття   | Партнер        | Суперники                              | Рахунок       |
| --------- | ---- | ---- | ------------------------- | ---------- | -------------- | -------------------------------------- | ------------- |
| Поразка   | 0–1  | 1982 | Аделаїда, Австралія       | Трава      | Вейн Гемпсон   | Пет Кеш Кріс Джонстон                  | 3–6, 7–6, 6–7 |
| Поразка   | 0–2  | 1982 | Мельбурн, Австралія       | Трава      | Вейн Гемпсон   | Едді Едвардс Джонатан Сміт             | 6–7, 3–6      |
| Поразка   | 0–3  | 1983 | Сідней, Австралія         | Трава      | Род Фролі      | Майк Бауер Пет Кеш                     | 6–7, 4–6      |
| Поразка   | 0–4  | 1983 | Аделаїда, Австралія       | Трава      | Род Фролі      | Крейг А. Міллер Ерік Шербек            | 3–6, 6–4, 4–6 |
| Поразка   | 0–5  | 1984 | Гілверсум, Нідерланди     | Ґрунт      | Майкл Фанкатт  | Андерс Яррід Томаш Шмід                | 4–6, 7–5, 6–7 |
| Поразка   | 0–6  | 1984 | Брисбен, Австралія        | Килим      | Веллі Месур    | Франсіско Гонсалес Метт Мітчелл        | 7–6, 2–6, 5–7 |
| Перемога  | 1–6  | 1984 | Мельбурн, Австралія       | Килим      | Веллі Месур    | Джон Маккерді Пітер Джонсон            | 6–2, 6–3      |
| Перемога  | 2–6  | 1984 | Аделаїда, Австралія       | Трава      | Веллі Месур    | Пітер Дуен Браян Левін                 | 4–6, 7–5, 6–1 |
| Перемога  | 3–6  | 1984 | Мельбурн, Австралія       | Трава      | Веллі Месур    | Майк Бауер Скотт Маккейн               | 7–6, 3–6, 7–6 |
| Поразка   | 3–7  | 1985 | Окленд, Нова Зеландія     | Тверде     | Веллі Месур    | Джон Фіцджеральд (тенісист) Кріс Льюїс | 6–7, 2–6      |
| Поразка   | 3–8  | 1985 | Мілан, Італія             | Килим      | Веллі Месур    | Гайнц Ґюнтгардт Андерс Яррід           | 2–6, 1–6      |
| Поразка   | 3–9  | 1985 | Сідней, Австралія         | Трава      | Веллі Месур    | Девід Доулен Ндука Одізор              | 4–6, 6–7      |
| Перемога  | 4–9  | 1986 | Окленд, Нова Зеландія     | Тверде     | Веллі Месур    | Карл Ріхтер Рік Рудін                  | 6–3, 6–4      |
| Поразка   | 4–10 | 1986 | Мюнхен, Німеччина         | Ґрунт      | Веллі Месур    | Серхіо Касаль Еміліо Санчес Вікаріо    | 3–6, 6–4, 4–6 |
| Поразка   | 4–11 | 1987 | Брисбен, Австралія        | Тверде (i) | Веллі Месур    | Метт Енгер Келле Евернден              | 6–7, 2–6      |
| Перемога  | 5–11 | 1987 | Токіо, Японія             | Килим      | Том Нейссен    | Семмі Джаммалва, мол. Джим Грабб       | 6–3, 6–2      |
| Поразка   | 5–12 | 1988 | Веллінгтон, Нова Зеландія | Тверде     | Гленн Мічібата | Ден Голді Рік Ліч                      | 2–6, 3–6      |
| Перемога  | 6–12 | 1988 | Ліон, Франція             | Килим      | Бред Дрюетт    | Мікаель Мортенсен Блейн Вілленборг     | 3–6, 6–3, 6–4 |
| Перемога  | 7–12 | 1989 | Скенектаді, США           | Тверде     | Скотт Девіс    | Бред Пірс Байрон Талбот                | 2–6, 6–4, 6–4 |
| Поразка   | 7–13 | 1989 | Брисбен, Австралія        | Тверде     | Саймон Юл      | Даррен Кейгілл Марк Кратцманн          | 4–6, 7–5, 0–6 |
| Поразка   | 7–14 | 1990 | Торонто, Канада           | Тверде     | Петер Лундгрен | Пол Еннекон Девід Вітон                | 1–6, 6–7      |
| Перемога  | 8–14 | 1990 | Сідней, Австралія         | Тверде (i) | Петер Лундгрен | Стефан Едберг Іван Лендл               | 6–2, 6–4      |

### Одиночний розряд (2 поразки)
| Результат | W/L | Дата     | Турнір            | Покриття  | Суперник      | Рахунок  |
| --------- | --- | -------- | ----------------- | --------- | ------------- | -------- |
| Поразка   | 0–1 | Бер 1986 | Мец, Франція      | Килим (i) | Тьєррі Тюлан  | 4–6, 3–6 |
| Поразка   | 0–2 | Бер 1986 | Брюссель, Бельгія | Килим (i) | Матс Віландер | 6–7, 3–6 |